# Banie (stacja kolejowa)
Banie – zamknięta stacja kolejowa w Baniach, w powiecie gryfińskim, w województwie zachodniopomorskim, w Polsce.